# Статистика (функция выборки)
Статистика — измеримая числовая функция от выборки, не зависящая от неизвестных параметров распределения элементов выборки.

## Определение
Пусть задана случайная выборка {\displaystyle x^{m}=(x_{1},\ldots ,x_{m})} наблюдений {\displaystyle x_{i}\in X}. Как правило, поскольку речь идёт о задачах математической статистики, распределение элементов этой выборки известно исследователю не полностью (например, содержит неизвестные числовые параметры).
Статистикой называется произвольная измеримая функция выборки
{\displaystyle T:X^{m}\to \mathbb {R} }, которая не зависит от неизвестных параметров распределения.
Условие измеримости статистики означает, что эта функция является случайной величиной, то есть определены вероятности её попадания в интервалы и другие борелевские множества на прямой.
Наиболее содержательный аспект данного понятия, отличающий его от прочих случайных величин, зависящих от выборки, заключается в том, что от неизвестных параметров эта функция не зависит, то есть исследователь может по имеющимся в его распоряжении данным найти значение этой функции, а, следовательно — основывать на этом значении оценки и прочие статистические выводы.

### Пример
Предположим, что имеется числовая выборка {\displaystyle x^{m}=(x_{1},x_{2},\ldots ,x_{m})}, элементы которой имеют нормальное распределение {\displaystyle {\mathcal {N}}(a,\sigma )}. Допустим, что значение параметра {\displaystyle a} (математического ожидания) известно, то есть это некоторое конкретное число, а значение среднеквадратичного отклонения {\displaystyle \sigma } неизвестно (и его требуется оценить). Для этого может быть использована следующая статистика:
Однако если значение параметра {\displaystyle a} также неизвестно, то данная функция не является статистикой. В этом случае её по-прежнему можно исследовать теоретически (например, доказывать, что математическое ожидание {\displaystyle T} равно {\displaystyle \sigma ^{2}}), однако вычислить её числовое значение нельзя, поэтому для получения непосредственных статистических выводов она не может быть использована. В этом случае оценка параметра {\displaystyle \sigma } строится другим способом (см. ниже).
Ниже приведены примеры некоторых часто используемых статистик.
Все они предполагают, что наблюдения {\displaystyle x_{i}} являются числовыми, {\displaystyle X=\mathbb {R} }.
В последние годы активно развивается также статистика объектов нечисловой природы.

## Статистики, используемые для оценки моментов (выборочные моменты)
- Выборочное среднее:
{\displaystyle {\bar {x}}={\frac {1}{m}}\sum _{i=1}^{m}x_{i}.}
- Выборочная дисперсия:
{\displaystyle s^{2}=s_{m}^{2}={\frac {1}{m}}\sum _{i=1}^{m}\left(x_{i}-{\bar {x}}\right)^{2}}.
- Несмещённая оценка дисперсии:
{\displaystyle s^{2}=s_{m}^{2}={\frac {1}{m-1}}\sum _{i=1}^{m}\left(x_{i}-{\bar {x}}\right)^{2}.}
- Выборочный момент {\displaystyle k}-го порядка (выборочное среднее — момент первого порядка):
{\displaystyle M_{k}={\frac {1}{m}}\sum _{i=1}^{m}x_{i}^{k}}.
- Выборочный центральный момент {\displaystyle k}-го порядка (выборочная дисперсия — центральный момент второго порядка):
{\displaystyle {\overset {\circ }{M}}_{k}={\frac {1}{m}}\sum _{i=1}^{m}\left(x_{i}-{\bar {x}}\right)^{k}}.
- Несмещённые оценки центральных моментов:
{\displaystyle {\overset {\bullet }{M}}_{2}={\frac {m}{m-1}}{\overset {\circ }{M}}_{2}};
{\displaystyle {\overset {\bullet }{M}}_{3}={\frac {m^{2}}{(m-1)(m-2)}}{\overset {\circ }{M}}_{3}};
{\displaystyle {\overset {\bullet }{M}}_{4}={\frac {m(m^{2}-2m+3){\overset {\circ }{M}}_{4}+3m(2m-3){\overset {\circ }{M}}_{2}^{2}}{(m-1)(m-2)(m-3)}}}.

### Выборочный коэффициент асимметрии
Выборочный коэффициент асимметрии:
{\displaystyle \gamma _{1}={\frac {{\overset {\bullet }{M}}_{3}}{{\overset {\bullet }{M}}_{2}^{3/2}}}={\frac {\sqrt {m(m-1)}}{m-2}}\left({\frac {{\overset {\circ }{M}}_{3}}{{\overset {\circ }{M}}_{2}^{3/2}}}\right)}.
Если плотность распределения симметрична, то {\displaystyle \gamma _{1}=0}. Если левый хвост распределения «тяжелее», то {\displaystyle \gamma _{1}>0}, если «тяжелее» правый хвост — то {\displaystyle \gamma _{1}<0}.
Выборочный коэффициент асимметрии используется для проверки распределения на симметричность, а также для грубой предварительной проверки на нормальность.
Он позволяет отвергнуть, но не позволяет принять гипотезу нормальности.

### Выборочный коэффициент эксцесса
Выборочный коэффициент эксцесса:
{\displaystyle \gamma _{2}={\frac {{\overset {\bullet }{M}}_{4}}{{\overset {\bullet }{M}}_{2}^{2}}}-3={\frac {m^{2}-1}{(m-2)(m-3)}}\left({\frac {{\overset {\circ }{M}}_{4}}{{\overset {\circ }{M}}_{2}^{2}}}-3+{\frac {6}{m+1}}\right)}.
Нормальное распределение имеет нулевой эксцесс: {\displaystyle \gamma _{2}=0}.
Если хвосты распределения «легче», а пик «острее», чем у нормального распределения, то {\displaystyle \gamma _{2}>0}.
Если хвосты распределения «тяжелее», а пик более «приплюснутый», чем у нормального распределения, то {\displaystyle \gamma _{2}<0}.
Выборочный коэффициент эксцесса часто используется для грубой предварительной проверки на нормальность.
Он позволяет отвергнуть, но не позволяет принять гипотезу нормальности.

## Статистики, связанные с эмпирическим распределением
Эмпирическое распределение случайной величины {\displaystyle x}, построенное по случайной выборке {\displaystyle x^{m}}, есть функция:
{\displaystyle \displaystyle F_{m}(x)={\frac {1}{m}}\sum _{i=1}^{m}\left[x_{i}<x\right]}.
При любом фиксированном {\displaystyle a\in \mathbb {R} } значение {\displaystyle F_{m}(a)} можно рассматривать как статистику.

## Порядковые статистики
Порядковые статистики основаны на вычислении вариационного ряда,
который получается из исходной выборки
{\displaystyle x^{m}=(x_{1},\ldots ,x_{m})}
путём упорядочивания её элементов по возрастанию:
{\displaystyle x^{(1)}\leqslant x^{(2)}\leqslant \cdots \leqslant x^{(m)}}.
Значение {\displaystyle x^{(k)}} называется {\displaystyle k}-й порядковой статистикой.
- Выборочный {\displaystyle \lambda }-квантиль при {\displaystyle 0<\lambda <1}:
{\displaystyle x^{(m\lambda +1)}.}
- Размах выборки:
{\displaystyle \Delta =x^{(m)}-x^{(1)}}.
- Выборочная медиана:
{\displaystyle \mu ={\begin{cases}{\frac {1}{2}}\left(x^{(k)}+x^{(k+1)}\right),&m=2k;\\x^{(k+1)},&m=2k+1\end{cases}}}.

## Ранговые статистики
Значение {\displaystyle r_{i}} называется рангом элемента выборки {\displaystyle x_{i}}, если {\displaystyle x_{i}=x^{(r_{i})}}.
Ранговой статистикой называется любая статистика, которая является функцией от рангов элементов {\displaystyle r_{i}}, а не от их значений {\displaystyle x_{i}}.
Переход от значений к их рангам позволяет строить непараметрические статистические критерии, которые не опираются на априорные предположения о функции распределения выборки. Они имеют гораздо более широкую область применения, чем параметрические статистические критерии.

### Средний ранг
Аналогом выборочного среднего является средний ранг:
{\displaystyle R={\frac {1}{m}}\sum _{i=1}^{m}r_{i}.}

### Линейные ранговые статистики
Многие используемые на практике ранговые статистики принадлежат семейству линейных ранговых статистик, либо асимптотически приближаются к линейным при {\displaystyle m\to \infty }.
Линейная ранговая статистика в общем случае имеет вид:
{\displaystyle T=\sum _{i=1}^{m}a(i,r_{i})},
где {\displaystyle a(i,j)} — произвольная заданная числовая матрица размера {\displaystyle m\times m}.